# Suffolk
Suffolk (/'sɑ.fək/) este un comitat în estul Angliei.
Are o suprafață de 3.800,9523 km². Populația este de 758.556 locuitori, determinată în 2018, prin estimare[*].

## Orașe
- Aldeburgh
- Beccles
- Bungay
- Bury St Edmunds
- Eye
- Felixstowe
- Framlingham
- Hadleigh
- Halesworth
- Haverhill
- Kesgrave
- Ipswich
- Leiston
- Lowestoft
- Needham Market
- Newmarket
- Saxmundham
- Southwold
- Stowmarket
- Sudbury
- Woodbridge

1. ↑   http://ons.maps.arcgis.com/home/item.html?id=a79de233ad254a6d9f76298e666abb2b Lipsește sau este vid: |title= (ajutor)